# Solidago fistulosa
Solidago fistulosa es una especie de planta nativa de las zonas costeras bajas del este de América del Norte. Crece en todos los estados ribereños del Golfo de México o del Océano Atlántico desde Luisiana a Nueva Jersey. Se encuentra generalmente en los pantanos, a lo largo de los bordes de los pantanos, en las zanjas de drenaje, etc.
Solidago fistulosa es una planta de hasta 150 cm de altura, que se extiende por rizomas subterráneos. Tiene pecíolos en forma de ala, hojas anchas y a veces hasta 500  flores pequeñas y amarillas.